# Kulcsár Kálmán

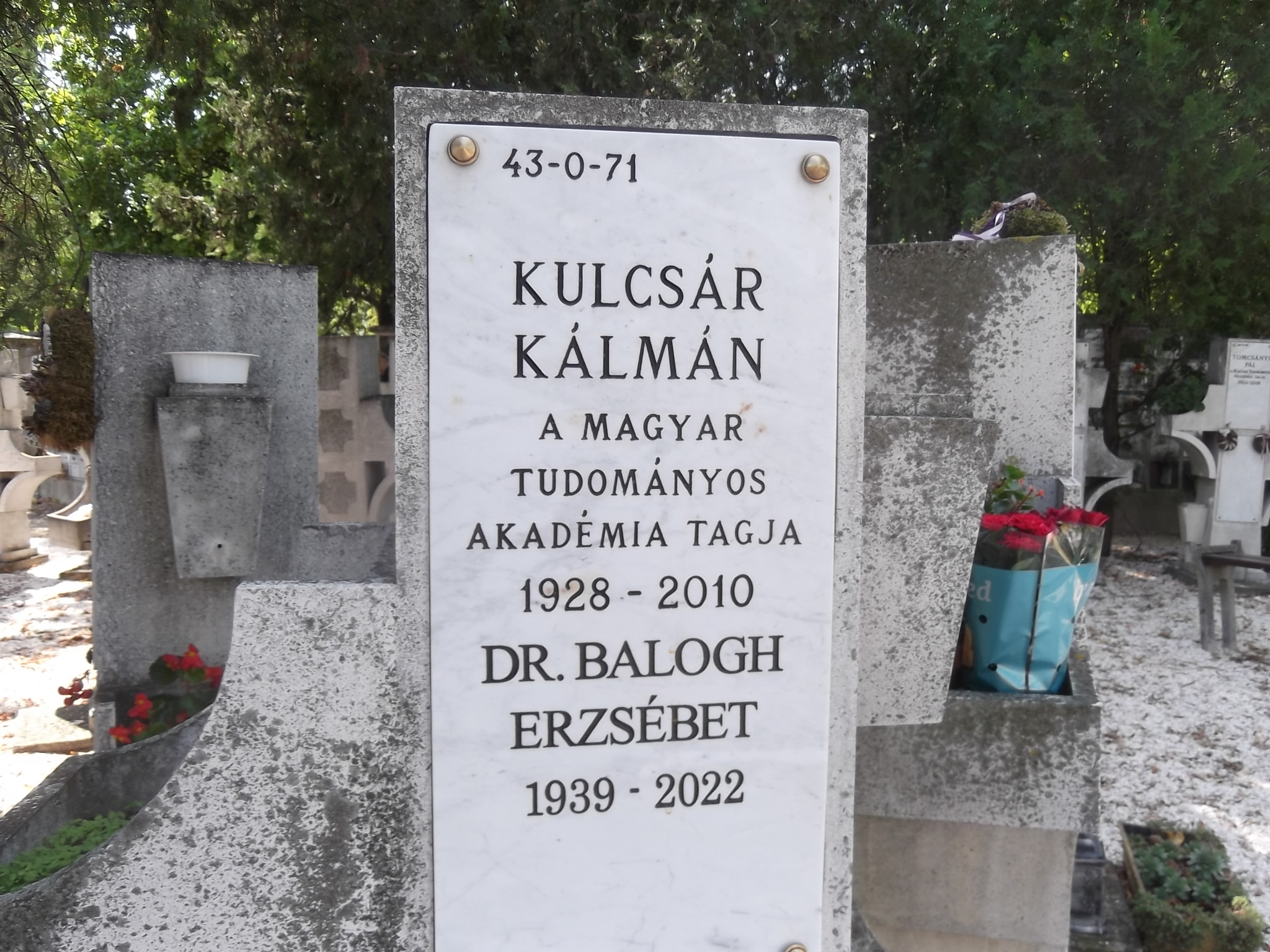
Kulcsár Kálmán és felesége Balogh Erzsébet sírja a Farkasréti Temetőben

Kulcsár Kálmán (Erdőtelek, 1928. június 27. – Budapest, 2010. szeptember 4.) Széchenyi-díjas magyar jogász, szociológus, egyetemi tanár, a Magyar Tudományos Akadémia rendes tagja. A jogszociológia magyarországi megalapítója és szervezője. 1985 és 1988 között az MTA főtitkár-helyettese. 1988 és 1990 között igazságügyi miniszter, 1989 és 1990 között a Hazafias Népfront elnöke. 1990 és 1993 között ottawai nagykövet.

## Életpályája
1947-ben kezdte jogi tanulmányait az egri Jogakadémián, majd 1949-ben átment az Pázmány Péter Tudományegyetem Jog- és Államtudományi Karára (a mai: Eötvös Loránd Tudományegyetem Állam- és Jogtudományi Kar), ahol 1950-ben szerzett diplomát.
Jogi diplomájának megszerzése után katonai ügyészként helyezkedett el, majd volt minisztériumi tisztviselő, bíró és aspiráns. 1956-ban kilépett a bírói karból. 1957-ben az Eötvös Loránd Tudományegyetem tudományos munkatársa lett, később átment az MTA-hoz. 1963 és 1970 között a Janus Pannonius Tudományegyetem (a mai Pécsi Tudományegyetem) Állam- és Jogtudományi Karán tanított. Eközben 1965 és 1966 között ösztöndíjjal a Columbia és a Berkeley-i Egyetem vendégkutatója volt.
1969-ben az MTA Szociológiai Kutatóintézetének igazgatója lett. Egy évvel később másodállásban az ELTE oktatója, a jogszociológiai tanszék megalapítója volt, 1970-ben egyetemi tanári kinevezést kapott. 1982-ben tagja lett az International Journal of the Sociology of Law című szakfolyóirat szerkesztőbizottságának. 1986-ban az Indianai Egyetem vendégprofesszora volt.
1956-ban védte meg az állam- és jogtudományok kandidátusi, 1968-ban pedig akadémiai doktori értekezését. 1973-ban a Magyar Tudományos Akadémia levelező, 1982-ben pedig rendes tagjává választotta. 1985-ben három évre az MTA főtitkár-helyettesévé választották, amely megbizatása 1988-ban igazságügyminiszterré történt kinevezése miatt szűnt meg. 1993-tól 1998-ban történt nyugdíjba vonulásáig az MTA Gazdaság- és Jogtudományok Osztályának elnökeként dolgozott, így tagja volt az MTA elnökségének is.
1983 és 1989 között a Magyar Szociológiai Társaság, 1987 és 1989 között az Erdei Ferenc Társaság elnökeként működött, valamint 1994 és 1997 között pedig a Magyar Politikatudományi Társaság elnöke volt. Utóbbi időszakban az MTA Politikatudományi Intézetének igazgatója is volt.

### Közéleti pályafutása
1988-ban hívta be Grósz Károly, a Minisztertanács akkori elnöke kormányába igazságügy-miniszternek (elődje Markója Imre volt). Posztját Németh Miklós miniszterelnöksége és kormánya idején is megtartja. Minisztersége alatt fogadták el az Alkotmány gyökeres módosítását (köznyelvileg ez az „új Alkotmány”) és jelentősebb alkotmányos törvényeket (pl. választási törvények, egyesülési jogi törvény). 1989-től 1990-ig a Hazafias Népfront utolsó elnöke volt, annak köztársasági elnökjelöltje lett volna (az ún. „négyigenes népszavazáson” elvetették a köztársasági elnök közvetlen megválasztását).
1990-ben a HNF-ből alakult Hazafias Választási Koalíció jelöltjeként indult az országgyűlési választáson, mandátumot nem szerzett. Ugyanebben az évben kinevezték Magyarország ottawai nagykövetévé, mely posztján 1993-ig maradt. 1996 és 1999 között a Magyar Nemzet szerkesztőbizottságának tagja volt.

## Munkássága
Kutatási területe a jogszociológia, a modernizáció, a jog szerepe a modernizációban és a modernizáció politikai összefüggései.
Tudományos munkája során feltárta a jog és a társadalom egyes összefüggéseit, valamint a változó társadalom hatását ennek hatására. A társadalmi változás jogi és politikai szerepét elemezte, elsősorban a 20. századi Magyarország tekintetében. A posztszocialista átmenet társadalmaiban, illetve magának a rendszerváltozási folyamatában vizsgálta a jog szerepét a modernizációban. Hasonló kutatásokat folytatott más, úgynevezett „fejlődő” társadalmakban.
Számos tudományos közlemény, ezen belül több mint tíz könyv, illetve tankönyv szerzője.

## Díjai, elismerései
- Akadémiai Díj (1962, 1967)
- Állami Díj (1985) – A hazai jogszociológia és a mai magyar társadalom kutatása terén elért kiemelkedő eredményeiért, jelentős tudománypolitikai és társadalompolitikai tevékenységéért.
- Deák Ferenc-díj (1998)
- Széchenyi-díj (1998) – Több évtizedes kutatói, kutatás-irányítási tevékenységéért, s az utóbbi években megjelent monográfiáiért, amelyek a modernizáció és a jogfejlődés elemzésével adnak gyakorlati segítséget társadalmunk átalakításához.
- Bibó István-díj (2001)

## Főbb publikációi
- A szociológiai gondolkodás fejlődése (1966, 1972)
- A népi ülnök a bíróságon (1971)
- A jogszociológia alapjai (1976)
- Rechtssoziologische Abhandlungen (1980)
- Gazdaság, társadalom, jog (1982)
- A jogfejlődés sajátosságai: a jog mint eszköz : akadémiai székfoglaló : 1983. június 13. (1984)
- Contemporary Hungarian Society (1984)
- A modernizáció és a magyar társadalom (1986)
- Politika és jogszociológia (1987)
- Modernizáció és jog (1989, angolul 1992)
- Political Culture – Legal Culture (1991)
- Két világ között 1988–1990 (1994)
- A jog szerepe a társadalmi változásokban – a jog változása (1995)
- A politikai rendszer és a magyar valóság (1997)
- A politikatudomány arcai (társszerk., 1999)
- Globális és regionális integráció politikai hatása (2004)
- Az új politikai rendszer és a magyar valóság (2006, angolul is)
- Kína a világpolitikában. Az átalakuló Kína (2007)
- India, az útkereső birodalom (2008)